# Jaime Creus y Martí

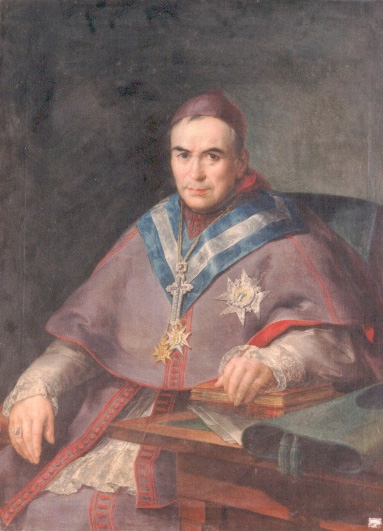
Erzbischof Jaime Creus y Martí (Gemälde 19. Jh.)

Jaime Creus y Martí (* 20. Juni 1760 in Mataró; † 17. September 1825 in Tarragona) war ein Römisch-katholischer Bischof, Erzbischof von Tarragona und ein spanischer Politiker.
Jaime Creus y Martí vertrat von 1810 bis 1813 als Abgeordneter das Fürstentum Katalonien in der Cortes von Cádiz, im Juli 1811 war er deren Präsident. Im Jahr 1822 fungierte er als Präsident der zeitweiligen Regierung (Regencia de Urgel), der neben ihm noch Bernardo Mozo de Rosales, Marqués von Mataflorida, und Joaquín Ibáñez Cuevas y de Valonga, Barón de Eroles, angehörten.
In der katholischen Kirche war er vom 11. Juli 1815 bis zum 29. Mai 1820 Bischof von Menorca. Die Bischofsweihe spendeten ihm am 22. Oktober 1815 Pablo Sitjar Ruata (Bischof von Barcelona); Mitkonsekratoren waren Francesco Antonio La Dueña (Bischof von Urgell) und Manuel Ros de Medrano (Bischof von Tottosa). Am 29. Mai 1820 wurde er zum Erzbischof von Tarragona ernannt; dieses Amt führte er bis zu seinem Tod am 17. September 1825.